# Ꚁ
Ꚁ, ꚁ (в Юникоде называется двэ) — буква расширенной кириллицы, использовавшаяся в абхазском языке для обозначения лабиализованного звонкого альвеолярного взрывного согласного /dʷ/. Соответствует нынешнему диграфу Дә. Происходит от буквы Д.

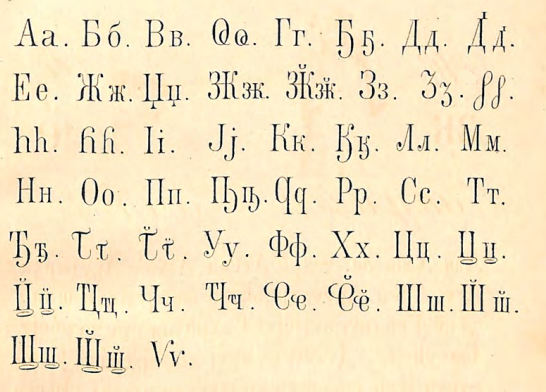
Абхазский алфавит Мачавариани и Гулиа 1892 года